# Curbatí (Venezuela)
Pour les articles homonymes, voir Curbati.
Curbatí est la capitale de la paroisse civile de José Félix Ribas de la municipalité de Pedraza dans l'État de Barinas au Venezuela.